# Pipistrellus rusticus
Pipistrellus rusticus (Tomes, 1861) è un pipistrello della famiglia dei Vespertilionidi diffuso nell'Africa subsahariana.

## Descrizione

### Dimensioni
Pipistrello di piccole dimensioni, con la lunghezza totale tra 65 e 85 mm, la lunghezza dell'avambraccio tra 24 e 31 mm, la lunghezza della coda tra 19 e 32 mm, la lunghezza del piede tra 4 e 6 mm, la lunghezza delle orecchie tra 10 e 12 mm e un peso fino a 4 g.

### Aspetto
La pelliccia è corta e densa. Le parti dorsali sono bruno-rossastre, bruno-arancioni, arancioni-grigiastre, bruno-grigiastre o marroni con la base dei peli sempre più scura. mentre le parti ventrali sono arancioni, giallo-arancioni, crema-arancioni, gialle o crema, più scure sul mento e nella regione pelvica e con la base dei peli più scura. Il muso è marrone o marrone chiaro. Le orecchie sono bruno-rossastre chiare, triangolari, ben separate tra loro e con l'estremità arrotondata. Il trago è lungo circa la metà del padiglione auricolare, con il margine anteriore diritto, quello posteriore leggermente convesso, con un profondo incavo ed un piccolo lobo alla base e con la punta arrotondata. Le membrane alari sono marroni chiare, marroni scure o nero-rossastre, talvolta con il bordo posteriore bianco. La coda è lunga ed è completamente inclusa nell'ampio uropatagio, il quale è più chiaro delle membrane alari e spesso con il margine libero color crema. 

### Ecolocazione
Emette ultrasuoni a basso ciclo di lavoro attraverso impulsi di alta intensità e breve durata a frequenza modulata o quasi costante iniziale di 77,8±5,2 kHz, finale di 46,8±2,4 kHz e con picco a 53±1,8 kHz.

## Biologia

### Comportamento
Si rifugia in piccoli gruppi nelle cavità degli alberi.

### Alimentazione
Si nutre di insetti catturati a circa 3-18 metri dal suolo, frequentemente su specchi d'acqua.

### Riproduzione
La spermatogenesi avviene da ottobre a febbraio, seguita dalla copulazione in aprile, dopo le femmine trattengono lo sperma per almeno 5 mesi, l'ovulazione e la fertilizzazione nella seconda metà di agosto, l'impianto in settembre e dopo una gestazione di 11-12 settimane normalmente nascono 2 piccoli a novembre.

## Distribuzione e habitat
Questa specie è diffusa nell'Africa subsahariana dal Senegal all'Etiopia fino al Sudafrica nord-occidentale e Namibia centrale a sud.
Vive nelle foreste ripariali, montane, nei boschi, savane secche, foreste costiere e boscaglie.

## Tassonomia
Sono state riconosciute 2 sottospecie:
- P.r.rusticus: Zambia, Zimbabwe, Botswana settentrionale, Sudafrica nord-orientale, Namibia nord-orientale e centrale. Probabilmente anche nel Malawi;
- P.r.marrensis (Thomas & Hinton, 1923): Senegal, Burkina Faso, Ghana, Nigeria occidentale, Ciad meridionale, Repubblica Centrafricana settentrionale, Sudan meridionale, Sudan del Sud, Etiopia, Uganda, Kenya centro-occidentale, Tanzania orientale.

## Conservazione
La IUCN Red List, considerato il vasto areale e la popolazione presumibilmente numerosa, classifica P.rusticus come specie a rischio minimo (Least Concern)).